# 週末夜狂熱
《週末夜狂熱》（英語：Saturday Night Fever）是由派拉蒙電影公司於1977年發行的一部音樂片。該片由約翰·貝達姆執導，約翰·屈伏塔與凱倫·琳恩·葛妮担岗主演。本片取得了巨大的商业成功，对70年代后期的流行文化有着极大的影响，其電影配樂曾經也是史上最暢銷的電影原聲唱片。

## 劇情
19歲的意大利移民後裔東尼·曼內羅（約翰·屈伏塔飾）白天是名油漆調和工，而晚上則是布魯克林區“2001年浪游”夜總會的舞王，他和他的一夥青年朋友“帥哥幫”活著就是為了在星期六夜晚狂舞。“2001年浪游”舉辦了一場雙人跳舞大賽，第一名獎金有500美金，東尼打算參加，但不是為了獎金，而是為了第一名。後來，他在練舞室結識了女祕書斯蒂芬妮（凱倫·琳恩·葛妮飾），斯蒂芬妮一心要離開布魯克林區往上爬，雖然她諷刺、挖苦東尼鼠目寸光，但還是同意東尼的要求，做他跳舞比賽時的舞伴。在準備比賽的過程中，“帥哥幫”不斷惹事生非，東尼義氣相挺卻都徒勞。跳舞比賽時，東尼和斯蒂芬妮獲得冠軍，但東尼認為裁判因為歧視拉丁裔才給他冠軍，於是自動把頭獎讓給了波多黎各來的一對舞伴。東尼的壓力在這夜全爆發出來，直到看見“帥哥幫”的小鮑因為崩潰跌落河失蹤，東尼一夜反思這樣的生活有何意義。最後，東尼跟隨史蒂芬妮的腳步來到曼哈頓，希望做她的朋友，重新開始的生活。

## 演員
- 尊·特拉華達 飾 東尼·曼內羅（Anthony "Tony" Manero）
- 凱倫·琳恩·葛妮 飾 斯蒂芬妮（Stephanie Mangano）
- Barry Miller 飾 Bobby C.
- Joseph Cali 飾 Joey
- Paul Pape 飾 Double J.
- Donna Pescow 飾 Annette
- Bruce Ornstein 飾 Gus
- Val Bisoglio 飾 Frank Manero, Sr.
- Julie Bovasso 飾 Flo Manero
- Martin Shakar 飾 Frank Manero, Jr.
- Lisa Peluso 飾 Linda Manero
- Nina Hansen 飾 Grandmother
- Sam Coppola 飾 Dan Fusco
- Denny Dillon 飾 Doreen
- Robert Weil 飾 Becker
- 法蘭·卓雪 飾 Connie
- Monti Rock 飾 唱片騎師
- Robert Costanzo 飾 油漆店顧客
- Ann Travolta（特拉華達的姊妹） 飾 薄餅店女孩
- Helen Travolta（特拉華達的母親） 飾 油漆店顧客

## 文獻
1. 1 2  美国电影学会目录上的《Saturday Night Fever》（英文）
2. ↑  . British Board of Film Classification.   [September 5, 2017]. （原始内容存档于2020-09-20）.
3. ↑  .   [2019-05-27]. （原始内容存档于2021-04-28）.
4. ↑  Loftis, Ryan (December 12, 2012), Saturday Night Fever Turns 35. Suite101. Retrieved April 1, 2013.
5. ↑  . Box Office Mojo.   [May 26, 2014]. （原始内容存档于2014-06-22）.